# Mathurin Anghiley
Mathurin Anghiley, né le 3 juin 1886 à Libreville (Congo français) et mort le 1er juin 1949 dans la même commune, est un homme politique français.

## Biographie
Il est élu au Conseil de la République,.
Paul Gondjout lui succède comme sénateur.